# Hymenozetes reticulatus
Hymenozetes reticulatus är en kvalsterart som beskrevs av Sandór Mahunka 1996. Hymenozetes reticulatus ingår i släktet Hymenozetes och familjen Microzetidae. Inga underarter finns listade i Catalogue of Life.